# Who Are You (álbum de The Who)
| Críticas profissionais | Críticas profissionais |
| Avaliações da crítica  | Avaliações da crítica  |
| Fonte                  | Avaliação              |
| ---------------------- | ---------------------- |
| Rolling Stone          | Favorável link         |
| allmusic               | link                   |

Who Are You é o oitavo álbum de estúdio da banda de rock britânica The Who. Foi lançado em 18 de agosto de 1978 pela Polydor Records no Reino Unido e em 25 de agosto pela MCA nos Estados Unidos. Ficou em 2° lugar nas paradas norte-americanas e na 6ª no Reino Unido. Destaca-se por ser o último álbum do Who com Keith Moon na bateria.

## História
Who Are You foi lançado em uma época em que dois grandes movimentos do rock, o rock progressivo e o punk rock, estavam em conflito devido a seus estilos antípodas. As composições de Pete Townshend foram feitas no sentido de tentar reunir esses dois estilos. O álbum traz algumas das mais complicadas estruturas musicais que o guitarrista já escreveu, com camadas múltiplas de sintetizador e cordas. A saúde deteriorada de Keith Moon é refletida em algumas das faixas; o abuso de drogas e álcool levou embora o baterista frenético pelo qual ele se tornou conhecido.
Houve um hiato de três anos entre Who Are You e o álbum anterior da banda, The Who By Numbers. O Who estava mais separado do que nunca durante este período, devido a projetos paralelos dos integrantes, o vício incontrolável de Keith Moon e o cansaço geral causado pela exaustiva agenda de shows que a banda manteve durante toda a década. A saúde de Moon era particularmente alvo de preocupação, pois ele só conseguiu ficar em forma durante as últimas semanas de gravação. Durante a sessão de fotos para a capa do disco, Moon teve de se sentar em um banco pois sua barriga insistia em aparecer por cima da calça, com todo o peso que ele ganhara desde 1975; coincidentemente, o banco estava marcado com a inscrição, "Não é pra ser tirado daqui".
Who Are You foi um sucesso comercial, alcançando status de platina nos Estados Unidos e ficando na segunda colocação da parada de Álbuns Pop da Billboard, além de gerar especulações e ansiedade por uma nova turnê do Who. Entretanto, o álbum ficou marcado pela tragédia quando Moon morreu poucas semanas depois de seu lançamento. Algumas canções seriam apresentadas ao vivo quando a banda reformulou-se posteriormente, com o baterista Kenney Jones e o tecladista John Bundrick.

## Faixas
LP
1. "New Song" (Townshend) - 4:13
2. "Had Enough" (Townshend) - 4:27
3. "905" (Entwistle) - 4:02
4. "Sister Disco" (Townshend) - 4:22
5. "Music Must Change" (Townshend) - 4:38
6. "Trick Of The Light" (Entwistle) - 4:45
7. "Guitar And Pen" (Townshend) - 5:56
8. "Love Is Coming Down" (Townshend) - 4:04
9. "Who Are You" (Townshend) - 6:16

CD
Remasterizado, lançado em 19 de novembro de 1996, trouxe cinco faixas de bônus:  
1. "No Road Romance" (Townshend) - 5:10
2. "Empty Glass" (Townshend) - 6:23
3. "Guitar And Pen [Olympic '78 Mix]" (Townshend) - 5:58
4. "Love Is Coming Down [Work-In-Progress Mix]" (Townshend) 4:06
5. "Who Are You [Lost Verse Mix]" (Townshend) - 6:18

## Músicos
- Roger Daltrey: Vocais
- Pete Townshend: Guitarra, piano, sintetizador, vocais
- John Entwistle: Baixo, sintetizador, vocais
- Keith Moon: Bateria e percussão
- Andy Fairweather-Low: Vocal de apoio
- Rod Argent: Sintetizador e piano
- Ted Astley: Arranjos de cordas